# Philydor
A Philydor a madarak (Aves) osztályának verébalakúak (Passeriformes) rendjébe és a fazekasmadár-félék (Furnariidae) családjába tartozó nem.

## Rendszerezésük
A nemet Johann Baptist von Spix írta le 1824-ben, jelenleg az alábbi 3 vagy 9 faj tartozik ide:
- alaogasi liánjáró (Philydor novaesi)
- Philydor atricapillus
- Philydor pyrrhodes
- Philydor lichtensteini[2] vagy Anabacerthia lichtensteini[1]
- Philydor ruficaudatum[2] vagy Anabacerthia ruficaudata[1]
- Philydor erythropterum[2] vagy Ancistrops erythropterus[1]
- Philydor rufum[2] vagy Ancistrops rufus[1]
- Philydor fuscipenne[2] vagy Megaxenops fuscipennis[1]
- Philydor erythrocercum[2] vagy Megaxenops erythrocercus[1]

## Előfordulásuk
Dél-Amerika északi részén honosak. A természetes élőhelyük szubtrópusi és trópusi esőerdők és mocsári erdők. Állandó, nem vonuló fajok.

## Megjelenésük
Testhosszuk 14-19 centiméter közötti.

## Életmódjuk
Ízeltlábúakkal táplálkoznak.